# Kick Buttowski: Suburban Daredevil
Kick Buttowski: Suburban Daredevil (no Brasil, Kick Buttowski: Um Projeto de Dublê, e Kick Buttowski: Aventureiro Suburbano, em Portugal muitas vezes referidas como simplesmente Kick Buttowski), foi uma animação e série original Disney XD criada pelo animador e diretor criativo da Disney Online, Sandro Corsaro, sobre um jovem garoto chamado Clarence "Kick" Buttowski (Charlie Schlatter), que inspira a se tornar o maior aventureiro do mundo. Muitos dos personagens e situações foram baseadas na infância do criador da série até o seu crescimento na cidade de Mellowbrook. Torneou-se a quarta série original do Disney XD. O show estreou em 13 de fevereiro de 2010, com dois episódios de aeração no primeiro dia.Também foi exibido pela TV Globinho de 2011 a 2013. O primeiro episódio está disponível para download no iTunes Store. Há dois segmentos de 11 minutos por show. O programa utiliza animação em Flash. A série tem como produtor executivo, Chris Savino.

## Desenvolvimento

### Criação
Kick Buttowski foi originalmente chamado de Francis até o final de 2009. Kick era um pouco diferente da visão original de si mesmo. Ele era muito menor e mais gordo. Ele tinha estrelas azuis no seu capacete, luvas brancas e botas azuis. Em 8 de janeiro de 2009, ToonBarn revelou o brinquedo do personagem principal.

### Produção
Quando Kick Buttowski foi pego no dia 19 de dezembro de 2008, seu nome original foi usado como Kid Knievel. O resultado foi a mudança do título para Kick Buttowski em 4 de abril de 2009. "Como nosso primeiro show de animação para a nova plataforma Disney XD, Kid Knievel define o tom para ação." dito por Eric Coleman, vice-presidente sênior da série original na Walt Disney Television Animation. Foi também anunciado que liberariam um sneak-peak e peak-shorts de 55 segundos, no entanto, somente dois foram liberados no Disney.com e um de três minutos estava como disponível em breve. No início de janeiro de 2010, foi anunciado que a série estrearia em 13 de fevereiro de 2010.

### Série piloto
O piloto foi escrito e desenvolvido por Devin Bunje e Nick, que finalmente deixou o projeto para trabalhar em outra série original Disney XD, Zeke e Luther. O piloto foi posteriormente dividido nos dois primeiros episódios da série "O Penhasco da Morte" e "Esmagador".

### Estreia da série
Kick Buttowski foi primeiro exibido no Disney XD dos Estados Unidos em 13 de fevereiro de 2010 às 08:30 (ET). Sneak Peaks e promos foram mostrados no Disney XD, DisneyXD.com e Disney Channel. A série vai ao ar todos os dias às 8:30 (ET) de acordo com o Disney XD. Teve sua primeira apresentação especial no Disney Channel numa sexta, 2 de abril de 2010, como parte da maratona "Get Animated".

### Recepção
A série atualmente recebe um 8,5.[carece de fontes?] O episódio piloto foi assistido por 842.000 espectadores, a maior estreia avaliada na história do canal. O segundo episódio foi assistido por 972.000 espectadores.

## Dublagem

### Vozes originais
- Charlie Schlatter - Clarence Francis Kick Buttowski
- Emily Osment - Kendall
- John DiMaggio - Sr. Vickle, Vozes Adicionais
- Eric Christian Olsen - Wade
- Grey DeLisle - Brianna
- Brian Stepanek - Harold Buttowski
- Kari Wahlgren - Honey Buttowski
- Jeff Bennett - Billy Stumps, Vozes Adicionais
- Clancy Brown - Magnus
- Matt L. Jones - Gunther
- Tony Hawk - Razz

### Dublagem Brasileira
- Marcelo Pissardini - Clarence Francis Kick Buttowski
- Wendel Bezerra - Gunther
- Fernanda Bullara - Honey Buttowski
- Sérgio Corcetti - Harold Buttowski
- Rodrigo Andreatto - Bradley Buttowski
- Jussara Marques - Brianna Buttowski
- Walter Cruz - Vovô Buttowski
- Maralisi Tartarine - Vovó Rosie
- Vagner Fagundes - Wade (em Esmagador, dublado por Yuri Chesman)
- Samira Fernandes - Jackie
- Tatiane Keplmair - Kendall Perkins
- Fábio Lucindo - Kyle
- Úrsula Bezerra - Bocão / Boca (No Primeiro Episódio, dublado por Daniel Garcia)
- Daniel Garcia - Gordon Gibble ( (2ª Voz dublado por Marco Aurélio Campos)
- Robson Kumode - Caixa do Supermercado (Ele apareceu em "Kickassauro Rex")
- Guilherme Lopes - Magnus Magnuson (em Atrapalhado em Dobro, Dublado por Cassius Romero, e Restante da 2ª Temporada, Dublado Por Mauro Castro)
- Wellington Lima - Ronaldo
- Rosa Maria Baroli - Senhora Ticarelli
- Antônio Moreno -  Sr. Vickle
- Dublado no estúdio: Álamo (1ª Temporada) / TV Group Brasil (2ª Temporada)
- Direção: Jussara Marques ( Álamo) / Yuri Chesman / Rodrigo Andreatto (TV Group Brasil)
- Tradução: Eysabeth Deodato Lima (Álamo) Nelson Machado (TV Group Brasil)

## Episódios
| Temporada | Episódios | Estados Unidos          | Estados Unidos         | Brasil             | Brasil                  |
| Temporada | Episódios | Começo                  | Final                  | Começo             | Final                   |
| --------- | --------- | ----------------------- | ---------------------- | ------------------ | ----------------------- |
| 1         | 20        | 13 de Fevereiro de 2010 | 25 de Novembro de 2010 | 8 de Maio de 2010  | 25 de Fevereiro de 2011 |
| 2         | 26        | 30 de Abril de 2011     | 2 de Dezembro de 2012  | 3 de Junho de 2011 | 12 de Outubro de 2013   |

## Estreias internacionais
| País / Região  | Canal                            | Estreia da série                                              |
| -------------- | -------------------------------- | ------------------------------------------------------------- |
| Estados Unidos | Disney XD                        | 13 de fevereiro de 2010                                       |
| Reino Unido    | Disney XD                        | 20 de fevereiro de 2010                                       |
| Irlanda        | Disney XD                        | 20 de fevereiro de 2010                                       |
| França         | Disney XD (França)               | 20 de fevereiro de 2010                                       |
| Espanha        | Disney XD Espanha                | 20 de fevereiro de 2010                                       |
| Itália         | Disney XD                        | 20 de fevereiro de 2010                                       |
| Alemanha       | Disney XD (Alemanha)             | 26 de março de 2010                                           |
| Polônia        | Disney XD                        | 17 de abril de 2010                                           |
| Holanda        | Disney XD                        | 18 de abril de 2010                                           |
| Chile          | Disney XD (América Latina)       | 24 de abril de 2010                                           |
| Brasil         | Disney XD (Brasil) \| Rede Globo | 21 de abril de 2010 (Pré-Estréia) 8 de maio de 2010 (Estreia) |

### Cancelamento e Petição
De acordo com Sandro Corsaro em sua conta no Twitter, ele diz a seus fãs que não renovou a serie para uma terceira temporada, o que era uma vergonha para os seus fãs, o que está a recolher assinaturas para uma petição para pedir a Disney para a série continuar:

### Jogo A Corrida do Século
A Corrida do Século é um jogo flash com gráficos em 3 dimensões, muito conhecido pelos fãs da série. No jogo Kick Buttowski, vai ter o seu maior desafio, enfrentar o Ronaldo numa corrida de karts em 3 pistas diferentes onde o vencedor de todas as partidas ganhará o prêmio de: dirigir o caminhão monstro do Billy Stumps.